# Нтумба, Артём
Артём Нтумба Муамба (род. 19 апреля 2003, Москва, Россия) — российский футболист, нападающий. Известен по съёмкам на YouTube-канале 2DROTS, где получил прозвище «Пантера».

## Клубная карьера
21 мая 2022 года дебютировал за основную команду «Ростова» в матче Российской Премьер-лиги против ЦСКА, выйдя на 83-й минуте.
В феврале 2023 года был арендован «Велесом», выступающим в Первой лиге. Дебютировал 5 марта в матче против «Уфы». 29 апреля сыграл в матче Медиалиги за 2DROTS (ранее, в тот же день, находился на скамейке запасных в матче «Велес» — «Шинник») и получил в нём серьёзную травму.
В июне 2023 года было достигнуто соглашение о расторжении контракта с «Ростовом».